# Mariusz Rybicki (muzyk)
Mariusz Rybicki (ur. 15 kwietnia 1955 w Poznaniu) – polski gitarzysta, wokalista, kompozytor, aranżer, producent muzyczny.

## Życiorys
Pochodzi z Poznania. Jego ojcem jest muzyk (fagocista) Edmund Rybicki.
Działalność artystyczną rozpoczął w roku 1969 grając na gitarze i śpiewając w zespołach: Demony i Alfa Centauri do roku 1971. W tym samym roku był współzałożycielem hardrockowej grupy Stress, którą wraz z nim współtworzyli Henryk Tomczak (gitara basowa) i Janusz Maślak (perkusja). Poznańska formacja istniała do roku 1980, często zmieniając skład i lansując m.in. przeboje: Ciężką drogą (Nagroda Złotego Kameleona zdobyta przez grupę Stress na Wielkopolskich Rytmach Młodych w 1971 roku), czy Granica życia (z gościnnym udziałem Jerzego Miliana na wibrafonie).
W latach 1977–1978 gitarzysta wchodzi także w skład zespołu Urszuli Sipińskiej, zaś w latach 1978–1980 gra w Orkiestrze Polskiego Radia i Telewizji pod dyr. Zbigniewa Górnego w Poznaniu. Następnie przez blisko dwa kolejne lata wspomagał holenderską grupę The Grapevines Band (1980–1982) i grał w zespole Little Orchestra. W roku 1982, wspólnie z Andrzejem Ellmannem utworzył Pop-Rock Projekt, który ma na swym koncie jedną, niewydaną płytę. Do roku 1984, gitarzysta współpracuje również Eleni. 
W tym samym roku, jako muzyk (grał na gitarze solowej i akustycznej oraz na harmonijce ustnej i śpiewał), kierownik muzyczny i lider własnego zespołu instrumentalnego (w składzie: Aleksander Białous – Rhodes (pianino), Polymoog, Elka string, harmonijka ustna; J. Borkowski – Crumar string; Andrzej Ellmann – śpiew w utworze Łagodne sny; Piotr Kałużny – Rhodes (pianino), dyr. Orkiestry PR w Poznaniu; Wojciech Lechowski – gitara rytmiczna i akustyczna; Krzysztof Przybyłowicz – perkusja, instrumenty perkusyjne; Maurycy Przybyłowicz – gitara basowa; Marek Surdyk – perkusja; Maciej Szymański – Rhodes (pianino), Korg bas., Polymoog, organy Hammonda) i kierownik muzyczny zadebiutował w roli producenta muzycznego albumu piosenkarki pt. Morze snu
Od 1984 roku muzyk gra, śpiewa i występuje poza granicami kraju
- 1984: Jarmuzek Band (Finlandia);
- 1985: Transband (Bagdad, Irak);
- 1986–1988: Mirage Band (Szwajcaria, Szwecja, Austria, Finlandia, Rosja);
- 1989–2003: gitarzysta zespołu Curocas Show Band – koncerty i trasy koncertowe z następującymi wykonawcami: G.G. Anderson, Andy Borg, Gaby Albrecht, Nicky, Monika Martin, Tony Marshall, Mara Kayser, Bianca, Wildecker Herzbuben, Heino, Franz Bauer, Jantje Smit, Heintje Simmons, Alpen Trio Tirol, Nockalm Quintett, Junge Zillertaler, Edward Simoni, Axel Becker, Ireen Sheer, Angela Wiedl, Reiner Kirsten, Kurt Elsaser, Die Schäfer, S. Hertel, Judith i Mel i in.,
- 1995: Royal Thomson Hall, Toronto, Kanada (z Alpen Trio Tirol, Wildecker Herzbuben, S. Mross, S. Hertel);
- 1996: Laggo Maggiore, Włochy;
- W roku 1994 wytwórnia Polydor wydała solowe nagrania gitarzysty, a mianowicie: singiel Last uns tanzen i album pt. Gitarrenträume.
- 1995–2001: gitarżyta w zespole Sloopys Band;
- 1998–2002: Aramis Band (Tony Marshall, Ingrid Peters);
- 2001: Projekt "EPOS" z Christophem „Ptakiem” Wróblem;
- 2004–2005: Magic Band i duet Judith i Mel; występy na Karaibach (Puerto Rico, Aruba, Wenezuela, Dominica, Grenada, Saint Thomas) i Nowy Jork (Sea Princess, German Heritage Days);
- 2004–lipiec 2007: współpraca z zespołami Laredo Band i Hokus Pokus Band;
- 2006: Trasa koncertowa z projektem Elstertaler (Princesses of Violin, Gaby Albrecht, Wildecker Herzbuben i in.);
- 2006: gitarzysta w zespole Otti Bauer Band, podczas europejskiego tournee (Szwecja, Dania, Rosja, Łotwa, Estonia, Litwa, Rumunia, Bułgaria, Ukraina, Turcja, Grecja, Rodos, Samos, Malta, Egipt, Libia, Tunezja, Hiszpania, Maroko, Palma de Mallorca, Wyspy Kanaryjskie);
- 2006 grudzień: Bożonarodzeniowa trasa koncertowa w Niemczech z: Geschwister Hoffmannem, Wildeckerem Herzbubenem, Patrickiem Lindnerem i Princesses of Violin;
- Współpraca z grupą Edelweiss Express oraz ze Studioaufnahmen (MCP Records, Austria i Niemcy);
- 2007 luty-kwiecień: współpraca z Otti Bauer Bandem (Marianne und Michael, Judith und Mel, S. Hertel oraz S. Mross, C. Reiber).

Gitarzysta skomponował muzykę, która znalazła się na płytach
- Andy'ego Borga – Herzklopfzeichen (CD, Koch-Universal),
- Francine Jordi – In Garten meiner Seele (CD, Koch-Universal),
- Anton aus Tirol – Mein kleiner Freund (CD, Tyrolis),
- Joannis Raymond – Dos Sangrias, Senor (CD, Raymond Records)

W kwietniu 2008 roku Polskie Radio wydało podwójny album grupy Stress pt. Grupa Stress. Nagrania radiowe z lat 1972-1979; w 2010 r. utwór Ciężką drogą znalazł się na kompilacji, zatytułowanej Polskie Dzieci Kwiaty – Bunt (Agora), zaś w roku 2014, nakładem wydawnictwa Kameleon Records, ukazała się płyta winylowa, a w 2017 płyta kompaktowa pod tym samym tytułem On a Hard Rock Way 1972–1973.

## Dyskografia

### Albumy grupyStress
- 2008: Grupa Stress. Nagrania radiowe z lat 1972-1979 (2xCD, Polskie Radio)
- 2010: Polskie Dzieci Kwiaty – Bunt (CD, Agora – kompilacja)
- 2014/2017: On a Hard Rock Way 1972–1973 (LP/CD Kameleon Records)[2]

### Albumy solowe
- 1994: Marius – Last uns tanzen (SP, Polydor)
- 1994: Marius – Gitarrenträume (CD, Polydor)